# Scene 37 - Optakten
|  | Denne artikel er oprettet af botten PalnaBot ud fra en ekstern database. Den kan derfor have sproglige fejl eller mangler. Denne skabelon kan fjernes efter kontrol af indholdet. |

Scene 37 - Optakten er en kortfilm instrueret af Carsten Sønder efter eget manuskript.

## Handling
Over temaet 'blodhævn' følges en ung piges psykologiske udvikling, fra hun modtager et brev om faderens selvmord og frem til den nat, hun begår mordet på faderens egentlige banemand.